# 圣雅各伯圣殿 (贝拉焦)
圣雅各伯圣殿（意大利语：Basilica di San Giacomo）是一个罗马天主教宗座圣殿，位于意大利伦巴第大区科莫省城市贝拉焦，临科莫湖。
该堂建于11世纪末12世纪初。1904年恢复成原来的罗马式建筑风格，并被宣布为国家文物。

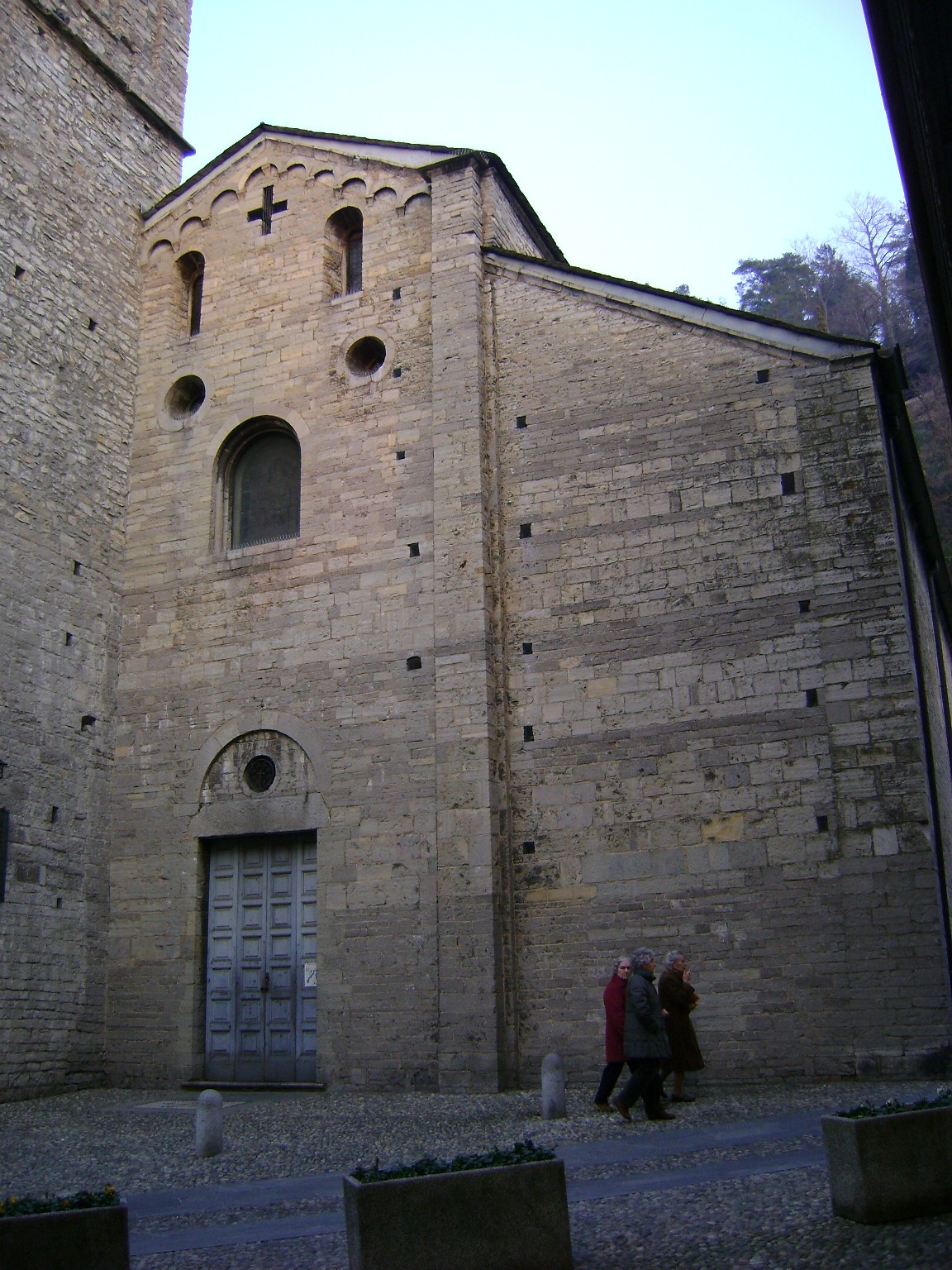
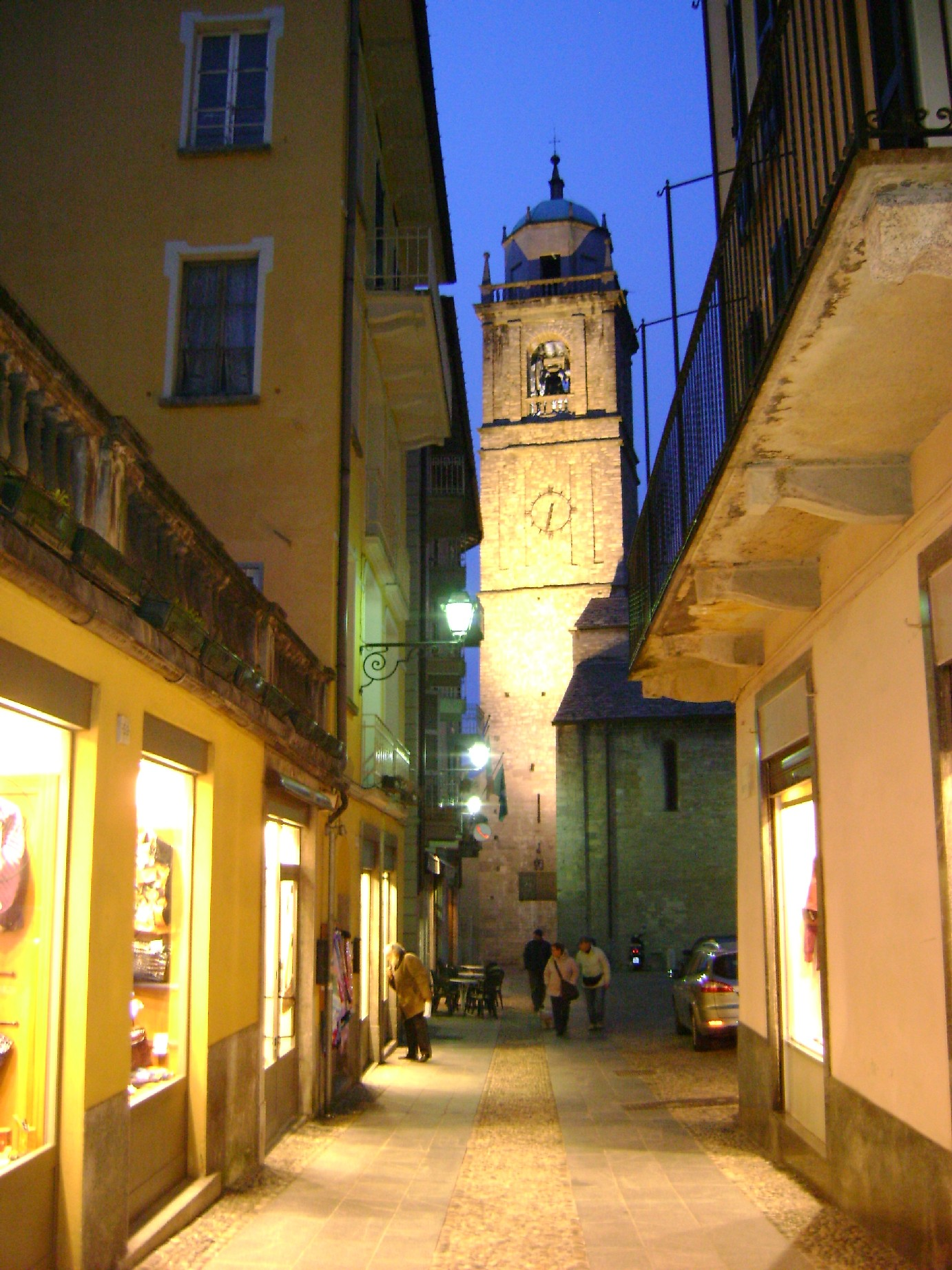
钟楼夜景
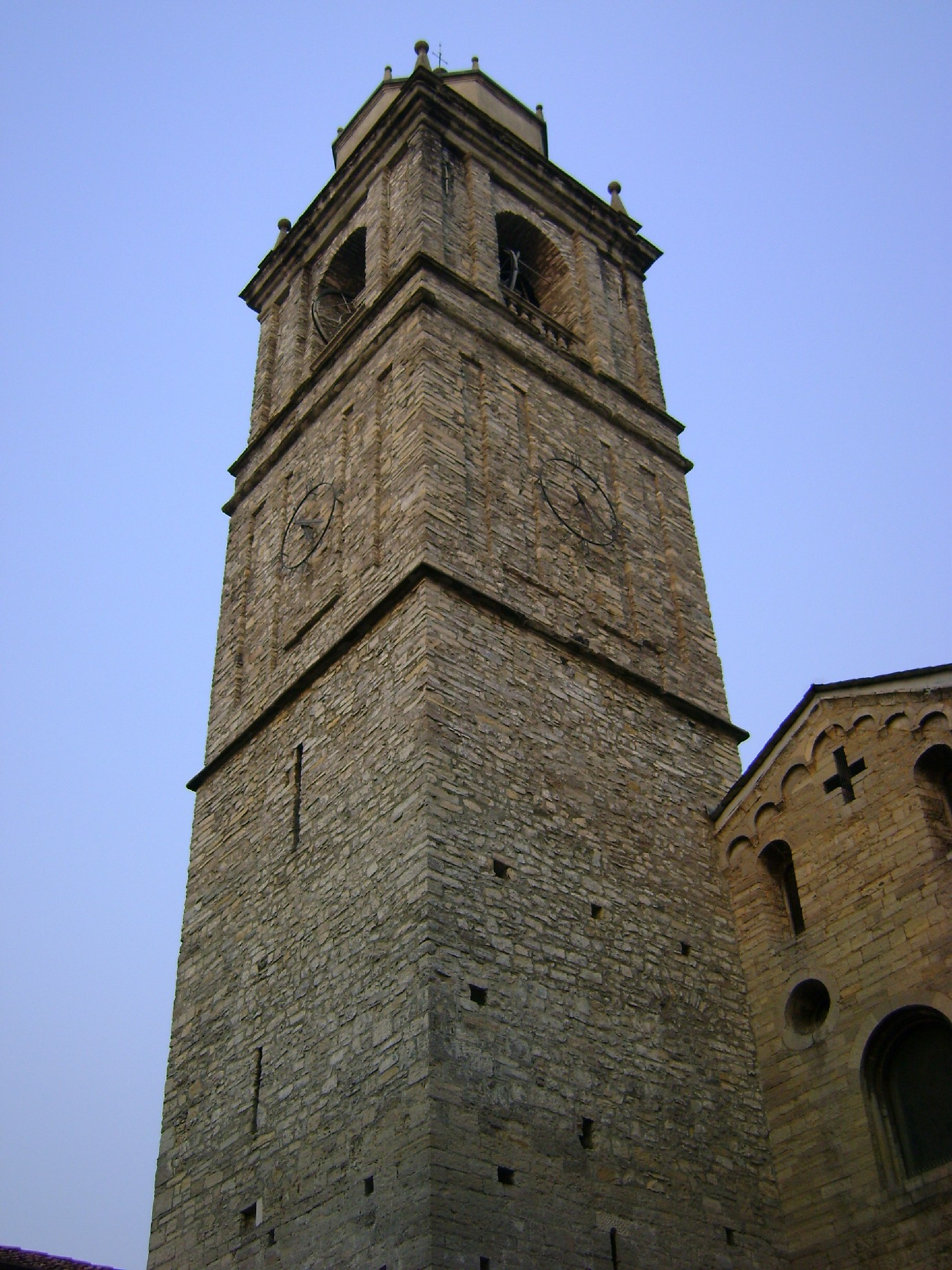
钟楼
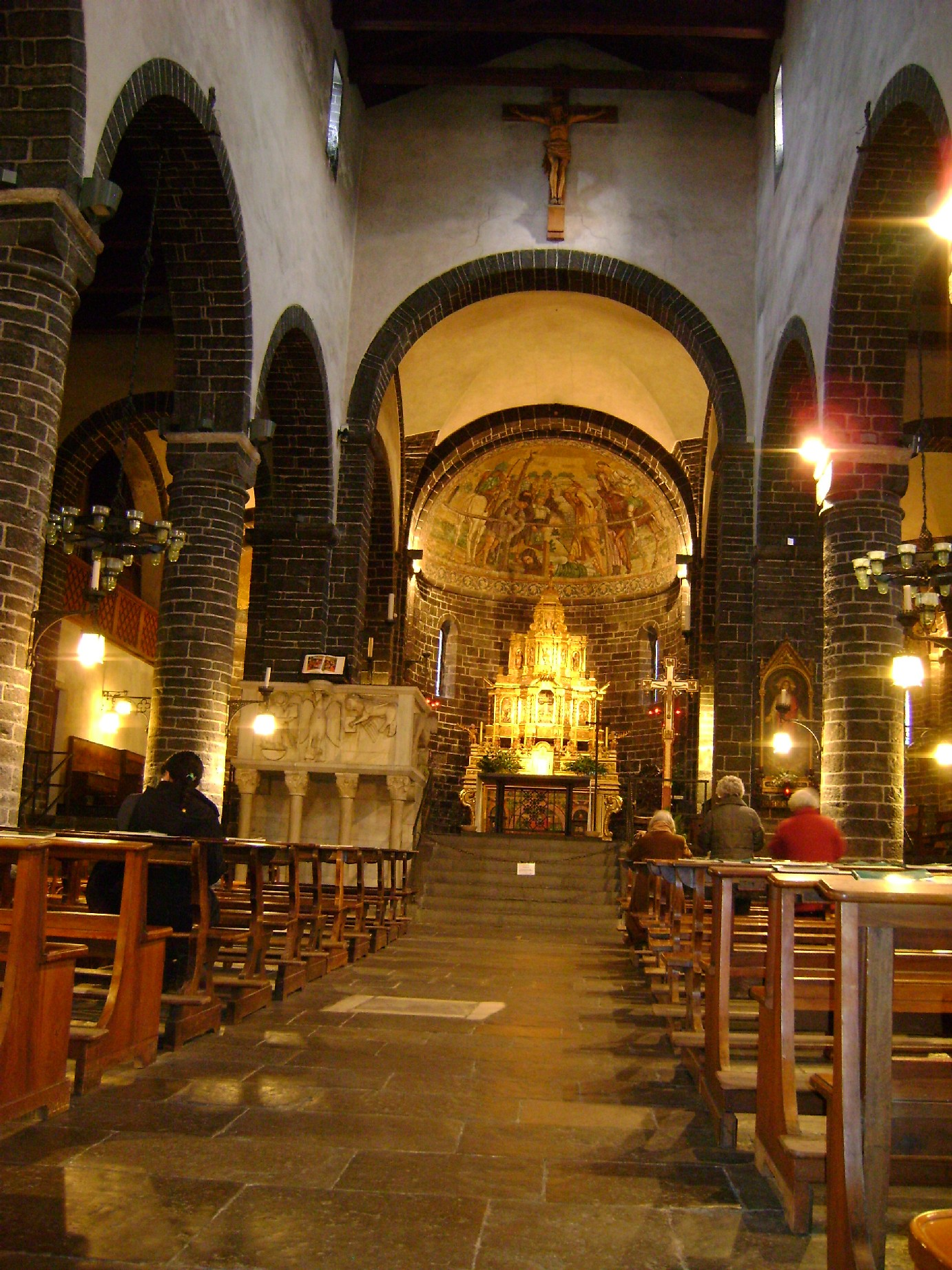
内部

该堂有三个通廊，立面之侧设有钟楼。内部装饰艺术可以追溯到不同历史时期的作品。例如两张十五世纪的台子，分别属于翁布里亚和伦巴第学派。